# Kalthof (Königsberg)

Kalthof an der Straße nach Labiau

Kalthof (Königsberg) war eine Siedlung im Osten von Königsberg (Preußen).

## Name
Der Name ist prußisch abzuleiten und weist auf Metallvorkommen hin: „kalts“ (Stemmeisen); „kalt“ (schmieden); „kalti“ (schlagen); „kalte“ (Münze). Hier wurde bis Anfang des 19. Jahrhunderts ein Eisenhammer betrieben.

## Lage
Das Dorf lag außerhalb des Walles nordöstlich des Königsberger Stadtteils Sackheim auf der Strecke nach Devau und Labiau. Im Westen lag die Pferderennbahn, im Osten der Flugplatz. Der Ort lag an der Strecke Königsberg-Podewitten (russ. Malinowka) der Königsberger Kleinbahn.

„Das Angenehmste daselbst ist die Allee nach Kalthof, besonders gegen Abend, wenn die untergehende Sonne dem Ausgange dieser Allee gegenüber ihre letzte Strahlen auf die zu beiden Seiten liegenden Hügel wirft.“

## Geschichte
Zu Ordenszeiten war Kalthof ein Ordensvorwerk, der Wirtschaftshof des Komturs. Das Revuefeld im Vorwerk Kalthof, Devauer Platz genannt, war der älteste Übungsplatz der preußischen Armee. Friedrich der Große bat sich in seiner Ankündigung seines Besuches in Königsberg aus, dass er keinerlei Zeremonien wünsche. Dementsprechend wurde gehandelt. Zu seiner Huldigungsfeier am 20. Juli 1740 fand vorher lediglich eine große Revue sämtlicher Truppen der Provinz in Kalthof statt.
Der Ort war durch weitläufige Kasernenanlagen geprägt und wurde erst 1905 nach Königsberg eingemeindet. In den Jahren 1750 und 1753 hielt der König große Revuen der Ostpreußischen Infanterie bei Kalthof ab. 1895 bezog das Samländische Pionierbataillon seinen Standort in Kalthof. Östlich des kleinen Ortskerns befanden sich noch der Exerzierplatz, Schießstände, die Funkstelle und der Truppenübungsplatz. Die Königsberger Pferde-Eisenbahn-Gesellschaft bot einen öffentlichen Personennahverkehr nach Kalthof an. Da die Gesellschaft aber die innerstädtischen Linien an den Magistrat abtreten musste, war für die Fahrgäste ein Umsteigen an den Stadttoren notwendig. Vier Jahre nach der Eingemeindung verkaufte die Gesellschaft ihr gesamtes Eigentum an die Stadt, die daraufhin das Streckennetz elektrifizierte.
Im Westen Kalthofs lagen links der Labiauer Straße (von Süden aus aufgezählt) folgende Friedhöfe: Friedhof der Freien Gemeinde, Deutsch-reformierter Friedhof, I. Altroßgärter Friedhof, Israel Friedhof, Deutsch-reformierter Friedhof, II. Löbenichter Friedhof, Neuer katholischer Friedhof, II. Altroßgärter Friedhof, Deutsch-reformierter Friedhof. Rechts der Labiauer Straße lagen: Französisch-reformierter Friedhof, Sackheimer Friedhof, II. Garnisonsfriedhof, I. Löbenichter Friedhof, II. Sackheimer Friedhof.
Heute sind noch einige Wohnhäuser aus den 1920er Jahren erhalten.

## Sakralbauten
- Kaiser-Friedrich-Gedächtnis-Kirche, Architekt: Karl Siebold.